# Lijst van afleveringen van 21 Jump Street
Dit is een lijst met afleveringen van de Amerikaanse televisieserie 21 Jump Street. De serie telt vijf seizoenen. Een overzicht van alle afleveringen is hieronder te vinden.

## Seizoen 1
| Nr. | Titel aflevering                           | Uitzenddatum VS | Plot |
| --- | ------------------------------------------ | --------------- | --- |
| 1   | 21 Jump Street: Part 1                     | 12 april 1987   | Nadat de 21-jarige politieagent Tom Hanson op het werk in de problemen raakt omdat hij er jonger uitziet, krijgt het aanbod om lid te worden van het 21 Jump Street-team en undercover te gaan in middelbare scholen. |
| 2   | 21 Jump Street: Part 2                     | 12 april 1987   | Nadat de 21-jarige politieagent Tom Hanson op het werk in de problemen raakt omdat hij er jonger uitziet, krijgt het aanbod om lid te worden van het 21 Jump Street-team en undercover te gaan in middelbare scholen. |
| 3   | America, What a Town                       | 19 april 1987   | Hoffs krijgt de opdracht om een Poolse uitwisselingsstudente te beschermen. Hanson gaat undercover in de afdeling automechanica om een reeks autodiefstallen te onderzoeken. |
| 4   | Don't Pet the Teacher                      | 26 april 1987   | Hanson gaat undercover om een reeks inbraken in een middelbare school te onderzoeken. Hij ontdekt dat de inbreker geobsedeerd is door de lerares Miss Chadwick. |
| 5   | My Future's So Bright, I Gotta Wear Shades | 3 mei 1987      | Het team gaat undercover in een privéschool om de verkrachting van en moord op een leerlinge te onderzoeken. Dat de meeste leerlingen afkomstig zijn uit welstellende en invloedrijke families compliceert de zaken. |
| 6   | The Worst Night of Your Life               | 10 mei 1987     | Hoffs wordt naar een katholieke meisjesschool gestuurd om een brandstichter te vinden. Ondertussen wordt Penhall overvallen tijdens een afspraakje in de bowlingzaal. |
| 7   | Gotta Finish the Riff                      | 17 mei 1987     | Terwijl het team het verlies van Captain Jenko verwerkt, krijgen Hanson en Hoffs de opdracht om een schooldirecteur te beschermen die bedreigd wordt door een bendeleider. Wanneer de directeur samen met 300 leerlingen gegijzeld wordt, is het aan Hanson, Hoffs, Ioki en Penhall om hen te redden. Ze moeten daarbij vertrouwen op Captain Adam Fuller. |
| 8   | Bad Influence                              | 24 mei 1987     | Terwijl twee tieners profiteren van de inbraak in een bankautomaat, ziet een andere leerlinge zich gedwongen in de prostitutie te stappen om haarzelf en haar verslaafde moeder te onderhouden. |
| 9   | Blindsided                                 | 31 mei 1987     | Hanson en Penhall ontdekken dat een meisje seksueel misbruikt wordt door haar vader die bij de politie werkt. |
| 10  | Next Generation                            | 7 juni 1987     | Een woekeraar zet leerlingen en leerkrachten fysiek onder druk om leningen met hogere interest terug te betalen. |
| 11  | Low and Away                               | 14 juni 1987    | Penhall gaat undercover als een baseballspeler om een jongen te beschermen wiens vader besloot te getuigen tegen zijn voormalige maffiapartners. |
| 12  | 16 Blown to 35                             | 21 juni 1987    | Ioki en Hoffs gaan undercover bij een modellenbureau dat ervan verdacht wordt minderjarigen te gebruiken in pornografische films. |
| 13  | Mean Streets and Pastel Houses             | 28 juni 1987    | Hanson gaat undercover in een bende punkers in een poging om hun vandalisme aan banden te leggen. |

## Seizoen 2
| Nr. | Titel aflevering                              | Uitzenddatum VS   | Plot |
| --- | --------------------------------------------- | ----------------- | --- |
| 1   | In the Custody of a Clown                     | 20 september 1987 | Het team onderzoekt de ontvoering van een minderjarige. Hun verdachte is een familielid.                                                                                                 |
| 2   | Besieged: Part 1                              | 11 oktober 1987   | Wanneer een 16-jarige drugdealer vermoord wordt gaat het team undercover. |
| 3   | Besieged: Part 2                              | 4 oktober 1987    | Penhall vermoedt dat een consultant die door de politie wordt ingeschakeld zelf achter de drugdoden zit.                                                                                 |
| 4   | Two for the Road                              | 11 oktober 1987   | Wanneer het team een bar onderzoekt die illegaal alcohol zou schenken aan minderjarigen, ontdekken ze per toeval dat hun eigen kapitein gearresteerd werd voor het rijden onder invloed. |
| 5   | After School Special                          | 18 oktober 1987   | Hoffs en kapitein Fuller gaan undercover in een school vol geweld waar zowel de leerlingen als de leerkrachten wapens dragen.                                                            |
| 6   | Higher Education                              | 25 oktober 1987   | Hoffs en Penhall gaan undercover om de naam van Ioki te zuiveren wanneer die beschuldigd wordt van seks met een minderjarige.                                                            |
| 7   | Don't Stretch the Rainbow                     | 1 november 1987   | Wanneer raciale spanningen hoog oplopen op de Burgard High-school, worden Hoffs en Hanson undercover gestuurd om de situatie te ontmijnen.                                               |
| 8   | Honor Bound                                   | 8 november 1987   | Hanson, Penhall en Ioki onderzoeken en reeks gaybashings. |
| 9   | You Ought to Be in Prison                     | 15 november 1987  | Tyrell "Waxer" Thompson, de drugdealer die door Hanson gearresteerd werd tijdens zijn eerste zaak als lid van het team, ontsnapt tijdens een transport en zint op wraak.                 |
| 10  | How Much Is That Body in the Window?          | 22 november 1987  | Penhall en Hoffs gaan undercover in de Augustana High School om de dood door steroïdegebruik van een jonge gymnaste te onderzoeken.                                                      |
| 11  | Christmas in Saigon                           | 20 december 1987  | Het team ontdekt dat Ioki niet is wie hij al die tijd beweerde te zijn. Hij is niet van Japanse origine, maar een Vietnamese vluchteling. Ioki dreigt zijn job te verliezen.             |
| 12  | Fear and Loathing with Russell Buckins        | 20 december 1987  | Hanson gaat door een moeilijke periode. Met zijn gedrag riskeert hij zijn vrienden en zijn job te verliezen.                                                                             |
| 13  | A Big Disease with a Little Name              | 7 februari 1988   | Hanson is terughoudend wanneer hij een tiener met AIDS moet beschermen. |
| 14  | Chapel of Love                                | 14 februari 1988  | Het is Valentijn en het team haalt tijdens het pokeren herinneringen op aan hun slechtste dates. Hanson denkt terug aan de moord op zijn vader.                                          |
| 15  | I'm OK - You Need Work                        | 21 februari 1988  | Hanson gaat undercover in een afkickkliniek waar patiënten mishandeld worden. |
| 16  | Orpheus 3.3                                   | 28 februari 1988  | Hanson wil wraakt en stalkt een koelbloedige moordenaar. |
| 17  | Champagne High                                | 6 maart 1988      | Hanson en Penhall infiltreren een bende uit een achtergestelde buurt. Een geesteszieke leerlinge wordt misbruikt door haar vader.                                                        |
| 18  | Brother Hanson & the Miracle of Renner's Pond | 13 maart 1988     | Hanson gaat undercover om een geval van brandstichting te onderzoeken en komt terecht te midden van een campagne tegen de evolutieleer op school.                                        |
| 19  | Raising Marijuana                             | 17 april 1988     | Hoffs betwijfelt of ze haar job kan doen wanneer ze nauw betrokken blijkt te zijn bij een crimineel.                                                                                     |
| 20  | Best Years of Your Life                       | 1 mei 1988        | Wanneer een tiener zelfmoord pleegt, wordt Penhall geconfronteerd met pijnlijke herinneringen aan de zelfmoord van zijn moeder.                                                          |
| 21  | Cory and Dean Got Married                     | 8 mei 1988        | Hoffs wordt gegijzeld wanneer het team een moordenaar en zijn bruid probeert op te pakken.                                                                                               |
| 22  | School's Out                                  | 22 mei 1988       | Het is zomervakantie dus moeten de teamleden een tijdelijke baan zoeken. |

## Seizoen 3
| Nr. | Titel aflevering                        | Uitzenddatum VS  | Plot |
| --- | --------------------------------------- | ---------------- | --- |
| 1   | Fun with Animals                        | 6 november 1988  | Hanson onderzoekt een racistische bende samen met zijn nieuwe partner Dennis Booker. Hanson krijgt al snel twijfels bij Booker. |
| 2   | Slippin' Into Darkness                  | 11 november 1988 | Hanson en Booker proberen een drugdealer te arresteren, maar worden gehinderd door The Rangers, een groep die het recht in eigen handen neemt en zelf de criminaliteit wil aanpakken. |
| 3   | The Currency We Trade In                | 20 november 1988 | Wanneer een man beschuldigd wordt van kindermisbruik gaat Penhall over de schreef om een bekentenis af te dwingen. Wanneer later blijkt dat de man vals beschuldigd werd door zijn vrouw die het hoederecht over hun dochter wil, moet Penhall alles in het werk stellen om de brokken te lijmen. |
| 4   | Coach of the Year                       | 27 november 1988 | Wanneer een Americanfootballspeler verlamd raakt, gaan Penhall en Booker undercover om de coach te onderzoeken. |
| 5   | Whose Choice Is It Anyways?             | 11 december 1988 | Ioki infiltreert een groep die protesteert tegen de aanwezigheid van een zwangerschapskliniek op een schoolcampus. |
| 6   | Hell Week                               | 18 december 1988 | Wanneer een studente verkracht wordt op een universiteitscampus gaat het team undercover bij studentengenootschappen. |
| 7   | The Dragon and the Angel                | 15 januari 1989  | Wanneer Ioki een Vietnamese bende infiltreert die de lokale Vietnamese gemeenschap afperst, krijgt hij de kans om zijn grootmoeder, die hij destijds moest achterlaten in Vietnam, te contacteren.                                                                                                |
| 8   | Blu Flu                                 | 29 januari 1989  | Wanneer de politievakbond oproept tot staking, moet het team een keuze maken: Meestaken of hun job doen. |
| 9   | Swallowed Alive                         | 5 februari 1989  | Hanson, Penhall, Booker en Ioki gaan undercover als gevangenen in een jeugdinstelling om te onderzoeken hoe heroïne in de instelling binnengesmokkeld wordt. |
| 10  | What About Love?                        | 12 februari 1989 | Wanneer Hoffs ontdekt dat haar nieuwe vriend eigenlijk getrouwd is, beëindigt ze de relatie. Wanneer haar ex haar vervolgens blijft lastigvallen, ziet ze zich genoodzaakt de hulp van kapitein Fuller in te roepen. Het team is ondertussen op zoek naar een exhibitionist.                      |
| 11  | Woolly Bullies                          | 19 februari 1989 | Penhall wordt gepest wanneer hij op een middelbare school undercover gaat om een computer club te infiltreren. Het team haalt vervolgens herinneringen op aan de keren dat zij zelf als tiener gepest werden.                                                                                     |
| 12  | The Dreaded Return of Russell Buckins   | 26 februari 1989 | Hanson wordt geschorst wanneer er een onthullend artikel verschijnt over het team en hun aanpak. |
| 13  | A.W.O.L.                                | 19 maart 1989    | Penhall en Hanson moeten een jonge deserteur opsporen. |
| 14  | Nemesis                                 | 26 maart 1989    | Booker infiltreert een groep studenten die drugs gebruiken en dealen. Hij krijgt het moeilijk wanneer de groep vermoedt dat ze een verklikker in hun rangen hebben en vervolgens een van hun leden vermoord wordt.                                                                                |
| 15  | Fathers and Sons                        | 9 april 1989     | Kapitein Fuller wordt door de burgemeester geschorst net wanneer het team op het punt staat om de zoon van de burgemeester op te pakken voor het dealen van drugs. |
| 16  | High High                               | 23 april 1989    | Het team gaat undercover op een theaterschool waar een drugepidemie heerst. |
| 17  | Blinded by the Thousand Points of Light | 30 april 1989    | Wanneer een tiener vermist wordt gaat het team undercover als daklozen. |
| 18  | Next Victim                             | 7 mei 1989       | Wanneer de presentator van een controversiële radioshow nipt aan een bomaanslag ontsnapt, gaat Booker undercover als zijn vervanger. |
| 19  | Loc'd Out: Part 1                       | 14 mei 1989      | Een corrupte politieagent verkoopt wapens aan rivaliserende bendes. Wanneer Hanson en Ioki de bendes infiltreren wordt Ioki neergeschoten. |
| 20  | Loc'd Out: Part 2                       | 21 mei 1989      | Hanson wordt verdacht van het doodschieten van de corrupte agent die verantwoordelijk was voor de schietpartij waarbij Ioki geraakt werd. Nadat hij schuldig wordt bevonden, slaat Hanson op de vlucht. Hij wordt gepakt en moet terechtstaan.                                                    |

## Seizoen 4
| Nr. | Titel aflevering                   | Uitzenddatum VS   | Plot |
| --- | ---------------------------------- | ----------------- | --- |
| 1   | Draw the Line                      | 18 september 1989 | Booker slaagt erin de naam van Hanson te zuiveren waardoor Hanson vrijkomt uit de gevangenis. Booker verlaat het team en neemt ontslag. |
| 2   | Say It Ain't So, Pete              | 25 september 1989 | Penhall gaat aan de slag als buitenwipper in een bar terwijl Hanson undercover gaat om illegale gokpraktijken te onderzoeken. |
| 3   | Eternal Flame                      | 2 oktober 1989    | Hanson ontdekt dat de uitbater van een nachtclub, die ervan verdacht wordt LSD te verkopen aan minderjarigen, getrouwd is met zijn oude liefde. |
| 4   | Come from the Shadows              | 9 oktober 1989    | Penhall, Hoffs en Ioki onderzoeken of een katholieke priester betrokken is bij de verkoop en illegale adoptie van de baby's van Salvadoraanse immigranten. Wanneer een van de immigranten het land uitgezet dreigt te worden, biedt de verliefde Penhall aan met haar te trouwen. |
| 5   | God Is a Bullet                    | 16 oktober 1989   | Penhall en Hoffs gaan undercover in een middelbare school wanneer blijkt dat de nieuwe schooldirecteur wel heel erg ver gaat in zijn pogingen om de misdaad buiten de muren van zijn school te houden.                                                                            |
| 6   | Old Haunts in a New Age            | 30 oktober 1989   | Wanneer Hanson en Penhall een reeks brandstichtingen onderzoeken, voorspelt een helderziende leerling dat de pyromaan zal toeslaan tijdens het Halloweenfeest op de school. |
| 7   | Out of Control                     | 6 november 1989   | Hanson onderzoekt een reeks inbraken en stoot daarbij op een groep tieners die steeds verder gaan voor de kick. |
| 8   | Stand by Your Man                  | 13 november 1989  | Het team onderzoekt een drugszaak wanneer Hoffs, die ent gepromoveerd is, verkracht wordt door haar date. |
| 9   | Mike's P.O.V.                      | 20 november 1989  | De vrouw van een leerkracht wordt vermoord. Alles wijst erop dat de moordenaar, een student, ingehuurd werd door de leerkracht. |
| 10  | Wheels and Deals: Part 2           | onbekend          | Na een tip van Booker infiltreert het team een motorbende. |
| 11  | Parental Guidance Suggested        | 4 december 1989   | Wanneer het team een reeks inbraken onderzoekt, vermoedt Hoffs dat een jongen misbruikt wordt door zijn vader. |
| 12  | Things We Said Today               | 18 december 1989  | Ioki krijgt af te rekenen met tiener die wraak wil nemen omdat Ioki hem drie jaar eerder overhaald had om te getuigen tegen zijn eigen familie. |
| 13  | Research and Destroy               | 8 januari 1990    | Het team trekt naar een hogeschool waar een chemielokaal vermoedelijk gebruikt wordt om drugs te maken. |
| 14  | A Change of Heart                  | 15 januari 1990   | Hoffs en Fuller gaan undercover aan een universiteit nadat een lesbische professor op verdachte wijze aan haar eind kwam. |
| 15  | Back from the Future               | 29 januari 1990   | Het is het jaar 2040 en de teamleden zijn nu allen bejaard. Ze worden geïnterviewd over hun carrière. |
| 16  | 2245                               | 5 februari 1990   | Hanson woont de terechtstelling van Ronnie Seebook bij. Hij vraagt de veroordeelde om eerst nog mee te werken aan een film om kinderen op het rechte pad te houden. |
| 17  | Hi Mom                             | 12 februari 1990  | Wanneer Hanson en Penhall de dood van een basketbalspeler onderzoeken ontdekken ze dat er sprake is van systematische matchfixing. |
| 18  | Awomp-Bomp-Aloobomb, Aloop Bamboom | 19 februari 1990  | Een onderzoek naar een bommenlegger leidt Hanson en Penhall naar Florida. |
| 19  | La Bizca                           | 26 februari 1990  | Hanson en Penhall trekken naar El Salvador op zoek naar een vermiste. |
| 20  | Last Chance High                   | 19 maart 1990     | Een tienermeisje kidnapt haar klein zusje. Ondertussen moet Penhall wennen aan het vaderschap. |
| 21  | Unfinished Business                | 9 april 1990      | Na een reeks aanvallen op gehandicapte vrouwen wordt Hoffs undercover gestuurd in een rolstoel. |
| 22  | Shirts and Skins                   | 30 april 1990     | Hoffs en Ioki infiltreren een groep progressieve activisten die ervan verdacht worden de leider van een groep neonazi's vermoord te hebben. Ondertussen gaat Penhall undercover bij de neonazi's.                                                                                 |
| 23  | How I Saved the Senator            | 7 mei 1990        | De teamleden vertellen elk hoe zij een senator gered hebben van een moordaanslag. |
| 24  | Rounding Third                     | 14 mei 1990       | Penhall ontdekt dat een baseballspelertje ontvoerd werd door zijn vader. |
| 25  | Everyday Is Christmas              | 21 mei 1990       | Penhall wordt uit het team gezet nadat hij Ioki in de steek had gelaten tijdens een observatie. |
| 26  | Blackout                           | 16 juli 1990      | Terwijl het buiten stormt en de stroom uitvalt, zijn Penhall, Hanson en Hoffs overgeleverd aan een gewelddadige bende. |

## Seizoen 5
| Nr. | Titel aflevering              | Uitzenddatum VS  |
| --- | ----------------------------- | ---------------- |
| 1   | Tunnel of Love                | 13 oktober 1990  |
| 2   | Back to School                | 20 oktober 1990  |
| 3   | Buddy System                  | 27 oktober 1990  |
| 4   | Poison                        | 3 november 1990  |
| 5   | Just Say No! High             | 10 november 1990 |
| 6   | Brothers                      | 17 november 1990 |
| 7   | This Ain't No Summer Camp     | 24 november 1990 |
| 8   | The Girl Next Door            | 1 december 1990  |
| 9   | Diplomas for Sale             | 8 december 1990  |
| 10  | Number One with a Bullet      | 22 december 1990 |
| 11  | Equal Protection              | 5 januari 1991   |
| 12  | The Education of Terry Carver | 14 januari 1991  |
| 13  | Baby Blues                    | 21 januari 1991  |
| 14  | Film at Eleven                | 9 februari 1991  |
| 15  | In the Name of Love           | 16 februari 1991 |
| 16  | Coppin' Out                   | 23 februari 1991 |
| 17  | Under the Influence           | 23 maart 1991    |
| 18  | Crossfire                     | 30 maart 1991    |
| 19  | Wasted                        | 6 april 1991     |
| 20  | Bad Day at Blackburn          | 13 april 1991    |
| 21  | Homegirls                     | 20 april 1991    |
| 22  | Second Chances                | 27 april 1991    |